# Antonio Olmo (Fußballspieler)
Antonio Olmo Ramírez (* 18. Januar 1954 in Sabadell) ist ein ehemaliger spanischer Fußballspieler.

## Spielerkarriere
Olmo spielte seine gesamte Karriere beim FC Barcelona. Er kam als 20-Jähriger 1974 in die erste Mannschaft und beendete seine Karriere als 31-Jähriger 1985. In dieser Zeit wurde er einmal Meister, dreimal Pokalsieger und einmal spanischer Supercupsieger. Des Weiteren gewann er als Ersatzmann 1979 und 1982 zweimal den Europapokal der Pokalsieger.
International spielte er 13 Mal für die spanische Auswahl. Er nahm an den Olympischen Spielen 1976 in Montreal teil, wo er mit den Spaniern in der Vorrunde ausschied. Zudem gehörte er zum Kader bei der Fußball-Weltmeisterschaft 1978 in Argentinien (Aus in der Gruppenphase) und bei der Fußball-Europameisterschaft 1980 in Italien (Aus in der Gruppenphase).

## Erfolge
- einmal spanischer Meister (1985)
- dreimal spanischer Pokalsieger (1978, 1981, 1983)
- einmal spanischer Supercupsieger (1983)
- zweimal Europapokal der Pokalsieger (1979, 1982)